# Chipping Norton
Pour les articles homonymes, voir Chipping.
Chipping Norton est une ville dans l'Oxfordshire, en Angleterre. Elle se trouve dans les Cotswolds, à 29 kilomètres d'Oxford.

## Histoire
Thomas Gainsborough réalisa en 1787 le Portrait de John Langston, écuyer de Sarsden, un village situé à 4,8 km au sud de Chipping Norton. Il se tient devant une fenêtre ouverte représentant un paysage bucolique, censé représenter ses propres terres à Sarsden. Il s'agit probablement de Sardsden House, reconstruite en 1689 après avoir été endommagée par un incendie.
Chipping Norton est jumelée avec Magny-en-Vexin dans le Val-d'Oise.

## Économie
- Le siège de The Phone Co-op se situe à Chipping Norton.

## Personnalités notables
- David Cameron
- Keith Moon
- Margaretha de Suède
- Jeremy Clarkson
- Geoffrey Burbidge
- Barbara Toy
- Wentworth Miller
- Andrew Wigmore, activiste et homme politique associé d'Arron Banks et de Nigel Farage ; diplomate du Belize (déchu de sa fonction), connu pour son rôle (directeur de la campagne europhobe de Leave.EU) durant le référendum de 2016 ayant conduit au Brexit.

## Galerie

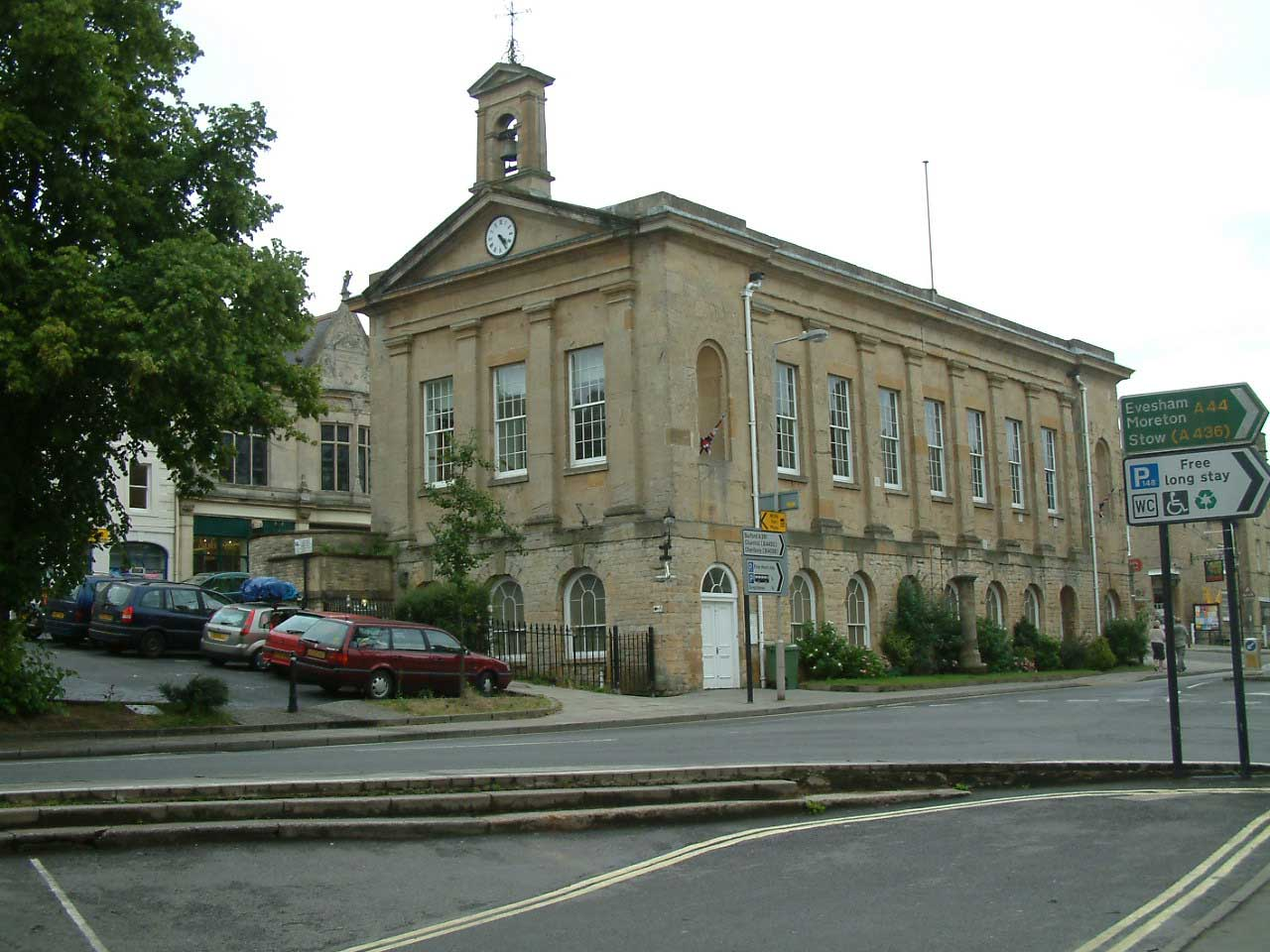
Town Hall
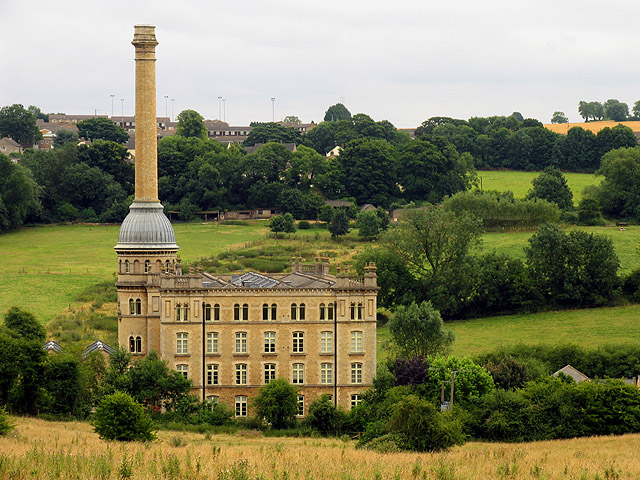
Bliss Mill
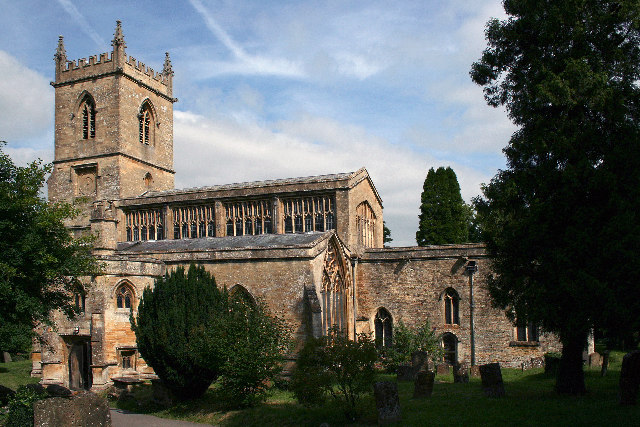
Église Sainte Marie
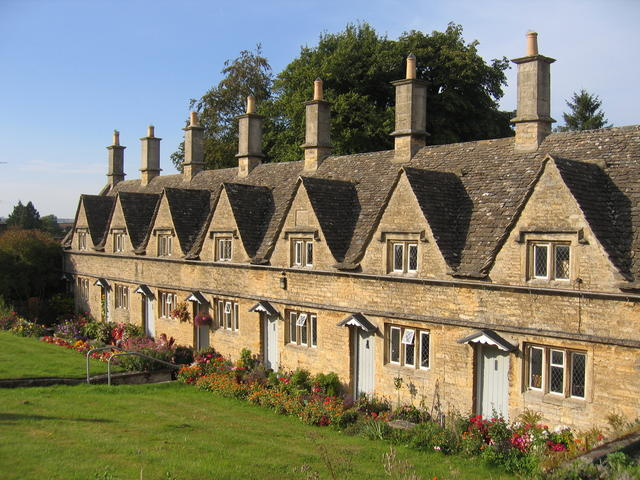
Almshouses